# Denver (Missouri)
Denver – wieś w Stanach Zjednoczonych, w stanie Missouri, w hrabstwie Worth.